# Chafurin
Chafurin (茶風林, Chafūrin), né Hirotaka Shimasawa (島沢 弘隆, Shimasawa Hirotaka) le 4 décembre 1961 à Tōkyō, est un seiyū. Il travaille pour Office Osawa.

## Rôles

### Films d'animation
- Dragon Ball Z : Attaque Super Warrior ! : Prêtre Maloja
- Dragon Ball Z : Rivaux dangereux : Prêtre Maloja
- Lupin III VS Détective Conan : Inspecteur Juzo Megure
- Hôtel Transylvanie 2 : Bela
- La Petite Sirène 2 : Dash
- Rango : Merrimack
- Ratatouille: Emile
- L'Age de Glace: Frank
- Legends of Oz: Dorothy's Return :Wiser
- Your Name. : le père de Teshigawara
- Sonic the Hedgehog: The Movie : Steward/ Vieil Hibou
- Tom et Jerry : Retour à Oz : le roi des gnomes
- Monstres & Cie : Georges Sanderson
- Les Schtroumpfs et le Village Perdu : le Grand Schtroumpf
- Stuart Little 3 : Castor
- Sinbad: La Légende des 7 Mers : Le Rat
- Les Trolls 2: Tournée Mondiale : le roi Peppy
- Bright: Samurai Soul : Tsukuyomi
- L'Enfant du mois de Kamiari : Kotoshironushi
- Avalonia, l'étrange voyage : Narrateur
- Tom et Jerry au pays des neiges : Larry
- Les Schtroumpfs, le film: le Grand Schtroumpf

### Série
- Gregory Horror Show : Gregory
- Détective Conan : Inspecteur Juzo Megure
- Garfield et ses amis : Garfield
- Cowboy Bebop : Harrison
- Death Note  : Hitoshi Demegawa
- Mobile Suit Gundam 0083 : Stardust Memory : Bernard Monsha
- Seijū Sentai Gingaman : Barreled Scholar Bucrates
- Tensou Sentai Goseiger : Yuumajuu Makuin
- Naruto : Fukuyokana (épisode 147)
- One Piece : Saint Charloss
- La Loi d'Ueki : Le réalisateur
- Animutants : Cidadacon
- La Fille des enfers : Eguro
- Cyborg 009 : 006
- Bleach : Grand Fisher
- Star Trek : Enterprise : Docteur Phlox
- Ah! My Goddess : Mao Xa Hexon
- Flint le Détective : Maito
- Kekkaishi : Uro
- Argento Soma : Docteur Ernest Noguchi
- Hinamizawa, le village maudit : Kuraudo Ooishi
- La cour de récré : Galiléo
- The Big C : Paul Jamison
- Homicide : Stanley Bolander
- Power Rangers : Mighty Morphin : Ernie/Finster
- Dragon Ball GT : Liang Xing Long
- Shin-chan : le reporter
- Doraemon : Enba
- Garo : Gael
- Nura : Le Seigneur des Yokaï : Minagoroshi Jizou
- Ben 10 : Zombozo
- Les Aventures de Buzz l'Eclair : Booster Sinclair
- Superman, l'Ange de Metropolis : Mr Mxyztplk
- Samouraï Jack : le fermier
- Batman: L'Alliance des Héros : Docteur Watson
- 91 Days : Orco
- Stitch ! : Mabuitokae, Elastico
- Tenkai Knights : Beag
- Baki : Speck
- Tomodachi Game : Manabu-sensei
- Staged : Nick Frost
- Jellystone! : Yogi l'ours

### Films
- Goldfinger : Auric Goldfinger
- Le Dernier Pub avant la fin du monde : Andy Knightley
- Shaun of the Dead : Ed
- Attack the Block : Ron
- Salsa Fury : Bruce
- Abyss: Jammer Willis
- Hot Fuzz : Danny Butterman
- Transformers : Bobby Bolivia
- Nous étions soldats : Sergent Ernie Savage
- Spartatouille : Dilio
- Alice au pays des merveilles (2010) : le Chat du Cheshire
- Alice de l'autre côté du miroir: le Chat du Cheshire
- Le Chasseur et la Reine des glaces : Nion
- Harry Potter et la coupe de feu : Peter Pettigrew
- Le Fabuleux Destin d'Amélie Poulain : Dominique Betrodeau
- Daredevil : Franklin "Foggy" Nelson
- L'homme bicentenaire : Dennis Mansky
- Dodgeball ! Même pas mal ! : Gordon
- Yogi l'ours : Yogi
- Entretien avec un vampire : le joueur
- Indiana Jones et le temple maudit : Lao Che
- Tomb Raider : Alan le prêteur sur gage
- Heidi : le grand-père
- Le Cavalier du diable : le shériff adjoint Bob Martel
- Arthur et les Minimoys : Ernest Davido
- Hyper Noël : le lapin de Pâques
- Un incroyable talent : Paul Potts
- Vacances romaines: Hennessy (doublage de 2022)
- Massacre au pensionnat : Woody Chapman
- Paul : Clive Gollings

### Jeux vidéo
- Crash Nitro Kart : Dr Nitrous Oxide
- Jak II : Krew
- Jak X : Krew
- Sly Raccoon : Panda King
- Sly 3 : Panda King
- Gungrave : Bob Poundmax
- Asura's Wrath : Wyzen
- Grandia III : La-llim
- Dragon Quest Heroes II : Torneco
- Baten Kaitos : Les Ailes éternelles et l'Océan perdu : Empereur Geldoblame
- Drakengard 3 : Octa
- Metal Gear Survive : Dan
- Sonic Lost World : Zomom
- Resident Evil Village : Le Duc
- Radiata Stories : Gawain Rothschild
- Bravely Default : Qada
- Onmyōji Arena : Ebisu
- Gregory Horror Show: Soul Collector : Gregory
- Fire Emblem Heroes : Medeus